# Unna-Avakadjo
Unna-Avakadjo är en sjö i Gällivare kommun i Lappland och ingår i Luleälvens huvudavrinningsområde. Sjön har en area på 0,64 kvadratkilometer och ligger 454 meter över havet. Unna-Avakadjo ligger i Sjaunja Natura 2000-område. Sjön avvattnas av vattendraget Rippajåkkå.

## Delavrinningsområde
Unna-Avakadjo ingår i det delavrinningsområde (745490-167762) som SMHI kallar för Utloppet av Unna-Avakadjo. Medelhöjden är 457 meter över havet och ytan är 2,79 kvadratkilometer. Det finns inga avrinningsområden uppströms utan avrinningsområdet är högsta punkten. Rippajåkkå som avvattnar avrinningsområdet har biflödesordning 3, vilket innebär att vattnet flödar genom totalt 3 vattendrag innan det når havet efter 243 kilometer. Avrinningsområdet består mestadels av skog (45 procent) och sankmarker (32 procent). Avrinningsområdet har 0,64 kvadratkilometer vattenytor vilket ger det en sjöprocent på 23 procent.